# Prostemmiulus cincinnatus
Prostemmiulus cincinnatus är en mångfotingart som beskrevs av Loomis 1964. Prostemmiulus cincinnatus ingår i släktet Prostemmiulus och familjen Stemmiulidae. Inga underarter finns listade i Catalogue of Life.